# Kratzauskultation
Die Kratzauskultation ist eine Untersuchungstechnik in der Medizin. Sie ergänzt bei der körperlichen Untersuchung das Betasten (Palpation) und Abhören (Auskultation).
Anwendung zur Abgrenzung von Organen unterschiedlichen Schallleitungsverhaltens und zur Ermittlung von Organgrößen, wenn aufgrund von Adipositas mit der Palpation keine Untersuchungsergebnisse zu erzielen sind.
Es wird ein Stethoskop auf die Körperoberfläche über einem Organ wie zum Beispiel der Leber aufgesetzt. Dann wird mit dem Finger oder Fingernagel vorsichtig auf der Haut über den vermuteten Organgrenzen gekratzt. Aus der Veränderung des mit dem Stethoskop gehörten Schalls lassen sich Rückschlüsse auf Lage und Größe des Organs ziehen.
Besonders geeignet ist die Kratzauskultation zur Größenbestimmung von Leber, Milz, Füllung der Harnblase oder Tumoren im Bauchraum, behelfsweise auch zur Größenbestimmung des Herzens.